# Favela-Bairro

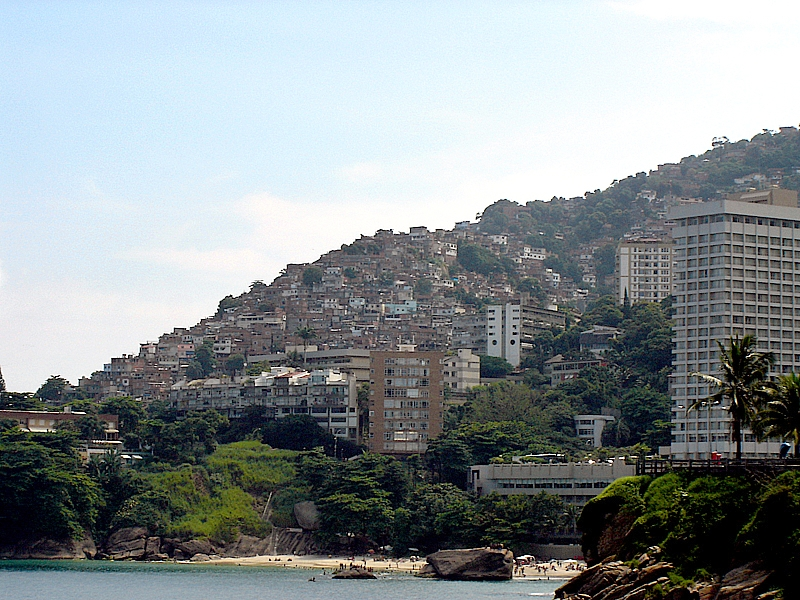
Die ehemalige Favela Vidigal bei Leblon wurde in Favela-Bairro 1 urbanisiert.

Favela-Bairro war ein Urbanisierungsprogramm in Rio de Janeiro, der zweitgrößten Stadt von Brasilien. Es diente dazu, Favelas in reguläre Stadtviertel umzuwandeln.
Das Programm war sehr erfolgreich und wurde noch in den 1990er Jahren in zahlreichen Städten und Ländern nachgeahmt. Es gilt als Pionier eines neuen Paradigmas in der Stadtentwicklung von Entwicklungs- und Schwellenländern, Stadtviertel mit sehr schlechten Lebensbedingungen zu entwickeln, statt ihre Bewohner umzusiedeln.

## Merkmale
Favela-Bairro gehörte zu den sogenannten Stadtteilverbesserungsprogrammen (auch Upgrading-Programme). Sie folgten einem Paradigma, das vor allem von der interamerikanischen Entwicklungsbank seit etwa 1990 gefördert wurde. Demnach steht die Sanierung heruntergekommener Stadtviertel (Slums) und informeller Siedlungen („Elendsviertel“) im Vordergrund. Anders als bei traditionellen Slum-Urbanisierungsprogrammen, die meist eine Umsiedlung der Bewohner zur Folge haben, werden bei derartigen Programmen kaum neue Häuser gebaut, stattdessen werden die vorhandene Bausubstanz verbessert und die betroffenen Stadtviertel mit infrastrukturellen Einrichtungen versorgt.
Favela-Bairro, 1993 als Teil des Stadtentwicklungsplans Diretor da cidade do Rio de Janeiro begonnen, ging über diesen Ansatz hinaus, da nicht nur die Verbesserung der grundlegenden Infrastruktur, sondern auch die Eingliederung der Favelas in die formelle Stadt angestrebt wurde. Dies geschah zum einen durch die Klärung und Ordnung der Grundstücksverhältnisse, zum anderen durch den Bau von kommunalen Einrichtungen, die eine nachhaltige Entwicklung ermöglichen sollten. Es wurde versucht, das wirtschaftliche Potenzial des Viertels zu fördern – etwa über Gründerzentren oder Einkaufsmeilen – und zu unterstützen, indem Kindergärten und -horte sowie Veranstaltungsräume angeboten wurden.

## Geschichte
| Einwohnerzahl der Favelas in Rio de Janeiro im Vergleich zur Gesamtbevölkerung | Einwohnerzahl der Favelas in Rio de Janeiro im Vergleich zur Gesamtbevölkerung | Einwohnerzahl der Favelas in Rio de Janeiro im Vergleich zur Gesamtbevölkerung | Einwohnerzahl der Favelas in Rio de Janeiro im Vergleich zur Gesamtbevölkerung | Einwohnerzahl der Favelas in Rio de Janeiro im Vergleich zur Gesamtbevölkerung |
| Jahr                                                                           | Favelas                                                                        | Gesamt                                                                         | Prozentsatz in Favelas                                                         | Wachstum Favelas                                                               |
| ------------------------------------------------------------------------------ | ------------------------------------------------------------------------------ | ------------------------------------------------------------------------------ | ------------------------------------------------------------------------------ | ------------------------------------------------------------------------------ |
| 1950                                                                           | 169.305                                                                        | 2.337.451                                                                      | 7,24 %                                                                         |                                                                                |
| 1960                                                                           | 337.412                                                                        | 3.307.163                                                                      | 10,20 %                                                                        | 99,3 %                                                                         |
| 1970                                                                           | 563.970                                                                        | 4.251.918                                                                      | 13,26 %                                                                        | 67,1 %                                                                         |
| 1980                                                                           | 628.170                                                                        | 5.093.232                                                                      | 12,33 %                                                                        | 11,4 %                                                                         |
| 1990                                                                           | 882.483                                                                        | 5.480.778                                                                      | 16,10 %                                                                        | 40,5 %                                                                         |
| 2000                                                                           | 1.092.958                                                                      | 5.857.879                                                                      | 18,66 %                                                                        | 23,9 %                                                                         |
| Quelle: Weltbank/IGBE, 2000                                                    |                                                                                |                                                                                |                                                                                |                                                                                |

### Vorgeschichte
Favelas existieren in Rio de Janeiro schon seit Ende des 19. Jahrhunderts. Das Problem verschärfte sich jedoch um 1950, als infolge der Industrialisierung Brasiliens eine starke Landflucht in die Großstädte des Landes erfolgte. Viele der Binnenwanderer waren mittellos und siedelten sich daher in informellen Siedlungen am Stadtrand an. Zunächst versuchte die Stadt – wie die meisten anderen Städte in Entwicklungs- und Schwellenländern – dieses Problem durch sozialen Wohnungsbau zu lösen.
Beeinflusst vom konservativen Weltbild der Militärregierungen dieser Jahre waren die Methoden der Umsiedlungen zum Teil drastisch, so wurden die betroffenen Favelas mit Baumaschinen zwangsgeräumt („bulldozing“), ihre Bewohner in Lastwagen zwangsverladen und in die neuen Wohnblocks (conjuntos habitacionais) eingewiesen. In diesen Sozialwohnungsvierteln verbesserten sich die Wohnumstände in der Regel nur selten. Diese Problematik wurde in der populären Literatur durch den später verfilmten Roman Cidade de Deus (Stadt Gottes) von Paulo Lins thematisiert. Zwischen 1960 und 1975 wurden allein im Südteil der Stadt 137.774 Personen umgesiedelt.
Zwischen Ende der 1960er und Mitte der 1970er Jahre wurde allerdings infolge sozialwissenschaftlicher Studien weltweit die Unmöglichkeit erkannt, das Problem der städtischen Slumbildung durch solche Umsiedlungsprogramme zu lösen, welche nicht nur als nicht finanzierbar angesehen wurden, sondern auch zahlreiche soziale und wirtschaftliche Probleme mit sich brachten, etwa die Ferne der meisten Sozialwohnungsviertel (Trabantenstädte) von den Arbeitsplätzen und die Neigung der umgesiedelten Menschen, die aufgezwungene Wohnung als kurzlebiges Konsumgut zu betrachten, zu verkaufen und sich wieder in Slums anzusiedeln. Auf der Konferenz Habitat I der Weltbank wurden bereits 1976 einige Empfehlungen für alternative Programme ausgesprochen.
Zur gleichen Zeit kam es in Rio de Janeiro zu einem allmählichen Umdenken. 1968 wurde vom Bundesstaat Rio de Janeiro – im Kontrast zu der Politik der Zentralregierung – die Companhia de Desenvolvimento de Comunidades (CODESCO) eingerichtet, eine Behörde, die erste Sanierungsprogramme finanzierte. Das erste entstand in der Favela Bras de Pina. Unter dem Dachbegriff mutirão remunerado entstanden ab Ende der 1970er Jahre unabhängige Bewegungen in den Favelas, die die Verbesserung der Infrastruktur zum Ziel hatten. Diese waren meist genossenschaftlich organisiert. 1983 wurde mit dem Cadastro de Favelas eine städtische statistische Bestandsaufnahme dieser Viertel durchgeführt, um das Problem einzugrenzen.
Nachdem 1985 die Demokratie in Brasilien wiederhergestellt war, wurden die mutirão-Bewegungen auch offiziell von der Stadtregierung unterstützt. Gegen Ende der 1980er Jahre deutete sich auch in der Stadtlegislative ein Wandel in der politischen Debatte rund um die Urbanisierung der Favelas an.

### Der Plano Diretor und Favela-Bairro 1 (1995–2000)
Ab Beginn der 1990er Jahre begann die Interamerikanische Entwicklungsbank, Infrastrukturprogramme zu fördern.
Als Wendepunkt gilt das Jahr 1993, als nach den in diesem Jahr erfolgten Kommunalwahlen César Maia neuer Bürgermeister von Rio de Janeiro wurde. Die neue Stadtregierung konzipierte in diesem Jahr unter dem Architekten Luiz Paulo Conde einen neuen Entwicklungsplan, den Plano Diretor da Cidade do Rio de Janeiro, der als Kernprojekte die beiden Urbanisierungsprogramme Favela-Bairro sowie Rio-Cidade für die Weiterentwicklung der formellen Stadt enthielt. Die Leitung und Konzeption des Favela-Bairro-Programms übernahm der Architekt Jorge Mario Jáuregui.
Ein erstes Favela-Bairro-Projekt wurde 1994 gestartet und umfasste zunächst 15 Favelas in einem Pilotprojekt.
In der offiziellen Phase ab 1995 wurde das Programm auf 54 Favelas ausgedehnt. Die Stadtregierung konnte 60 % der Kosten durch einen Kredit der Interamerikanischen Entwicklungsbank decken.

### Favela-Bairro 2 (2000–2004)
Im Jahr 2000 bewilligte die Interamerikanische Entwicklungsbank einen erneuten Kredit für ein zweites Favela-Bairro-Projekt.

## Bestandteile des Programms
Grundlage des Favela-Bairro-Programms war ein Vertrag zwischen den verschiedenen städtischen Behörden in den Bereichen Gesundheit und Infrastruktur. Sie wurden verpflichtet, ihre Leistungen auf die jeweiligen Favelas – und damit über ihre bisherige Zuständigkeit hinaus – auszudehnen.
Die Leistungen umfassen folgende Bereiche:
- Wasserversorgung: Alle Wohneinheiten werden mit fließendem Wasser ausgestattet.
- Kanalisation: Die Favela wird an das städtische Kanalisationsnetz angeschlossen, um das Schmutzwasser der Haushalte geordnet abzuführen.
- Entwässerung: Die Favelas erhalten ein Entwässerungssystem, das Niederschläge aufnimmt, um Überschwemmungen vorzubeugen.
- Stabilisierung von Gebieten in Hanglage: Unsichere Gebiete werden ausgemacht und mit Baumaßnahmen stabilisiert.
- Aufforstung: Ungenutzte Flächen werden begrünt und aufgeforstet, soweit sinnvoll.
- Begrenzung: Das als Favela angesehene Gebiet wird baulich vom Rest der Stadt abgegrenzt, um seine weitere Ausdehnung zu verhindern.
- Straßennetz: Ein Hauptstraßennetz wird gebaut und die Fußwege und Nebenstraßen verbessert.
- Müllbeseitigung: Die Favela wird an die reguläre städtische Müllversorgung angeschlossen.
- Elektrizitätsversorgung: Alle Wohneinheiten werden ans offizielle Stromnetz angeschlossen, eine Beleuchtung für Straßen, Plätze und andere öffentliche Einrichtungen wird eingerichtet.
- Gemeinschaftliche Einrichtungen: Bau und Betrieb von kommunalen und privaten Einrichtungen (Gemeindezentren, Kinderbetreuung, Gesundheitszentren, Sport, aber auch Einkaufsmöglichkeiten und Freizeiteinrichtungen).
- Ökonomisches Potenzial: Es wird eine Untersuchung über das ökonomische Potenzial des Viertels durchgeführt, um Unternehmen und Genossenschaften gezielt fördern zu können.
- Grundbesitz: Die Grundstücke werden in das Eigentum der Favela-Bewohner überführt und so legalisiert.

## Rezeption

### Annahme durch die Bevölkerung
Favela-Bairro belegte 2003 den ersten Platz bei drei in verschiedenen Monaten durchgeführten Umfragen durch das Meinungsforschungsinstitut GPP, bei dem die Befragten angeben sollten, welches der zahlreichen Sozialprogramme Rios die höchste Priorität bei der Stadtregierung genießen solle. Bei der Frage, welches der damals durchgeführten Projekte überhaupt das wichtigste für die Stadt sei, wurde Favela-Bairro ebenfalls an erster Stelle genannt, noch vor der Stadtautobahn Linha Amarela.

### Adaptierung in anderen Staaten
Bereits kurz nach dem Beginn des Programms wurden ähnliche Projekte durch andere Regionen und Staaten adaptiert, so begann das Nachbarland Argentinien 1997 das sehr ähnlich ausgerichtete Programa de Mejoramiento de Barrios (PROMEBA). Urbanisierungsprogramme dieser Art gehören seit Mitte der 1990er Jahre zum Instrumentarium der Interamerikanischen Entwicklungsbank und werden von dieser gezielt gefördert und kontinuierlich evaluiert.